# STEM
Znanost, tehnologija, inženjerstvo i matematika (eng. STEM: science, technology, engineering, and mathematics), širok je pojam koji se koristi za grupiranje ovih akademskih disciplina. Ovaj se izraz obično koristi za rješavanje obrazovne politike i izbora kurikuluma u školama, za poboljšanje konkurentnosti u razvoju znanosti i tehnologije. To ima implikacije na razvoj radne snage, brige o nacionalnoj sigurnosti i imigracijskoj politici.
Znanost u STEM-u obično se odnosi na dvije od tri glavne grane znanosti: prirodne znanosti, uključujući biologiju, fiziku i kemiju; i formalne znanosti, čiji je primjer matematika, zajedno s logikom i statistikom. Treća glavna grana znanosti, društvena znanost kao što su: psihologija, sociologija i politička znanost, kategorizirane su odvojeno od STEM-a, a umjesto toga grupirane su zajedno s humanističkim i umjetničkim znanostima u drugu sličnu kraticu pod nazivom HASS - Humanističke znanosti, umjetnost i društvene znanosti; preimenovano je u Velikoj Britaniji 2020. godine u naziv SHAPE. Psihologija se međutim, smatra glavnim dijelom STEM-a. U obrazovnom sustavu Sjedinjenih Američkih Država i Ujedinjenog Kraljevstva, u osnovnim i srednjim školama, pojam znanost odnosi se prvenstveno na prirodne znanosti, s tim da je matematika samostalni predmet, a društvene znanosti kombiniraju se s humanističkim znanostima pod krovnim pojmom društvene studije.
Upotrebu pojma STEM je potaknuo Peter Faletra, direktor Ureda za znanost, odjela za razvoj radne snage za nastavnike i znanstvenike u SAD-u. Skraćenicu su usvojili Rita Colwell i drugi administratori znanosti u Nacionalnoj zakladi za znanost (NSF) u SAD-u 2001. i nakon toga se proširila po svijetu.